# Aeropuerto de Nosara
El Aeropuerto de Nosara (IATA: NOB, OACI: MRNS) es un aeropuerto que sirve la ciudad de Nosara, Costa Rica. El aeropuerto está ubicado aproximadamente a 15 minutos de las playas de Nosara.

## Destinos
| Destinos  | Aeropuertos                              | Aerolíneas                                   |
| --------- | ---------------------------------------- | -------------------------------------------- |
| Liberia   | Aeropuerto de Guanacaste                 | SANSA                                        |
| San José  | Aeropuerto Internacional Juan Santamaría | SANSA                                        |
| San José  | Aeropuerto Internacional Tobías Bolaños  | Aerobell, Aviones Taxi Aéreo S. A. (chárter) |
| Tamarindo | Aeropuerto de Tamarindo                  | SANSA (estacional)                           |